# 오사키촌 (니가타현 미나미우오누마군)
오사키촌(大崎村)은 니가타현 미나미우오누마군에 있던 촌이다. 

## 역사
- 1901년 11월 1일 - 미나미우오누마군 히가시촌이 성립하였다.
- 1956년 4월 1일 - 히가시촌, 우라사촌, 야부카미촌과 합병해, 야마토촌이 되어 소멸하였다.

## 참고문헌
- 『市町村名変遷辞典』東京堂出版、1990年。